# Toto Wolff

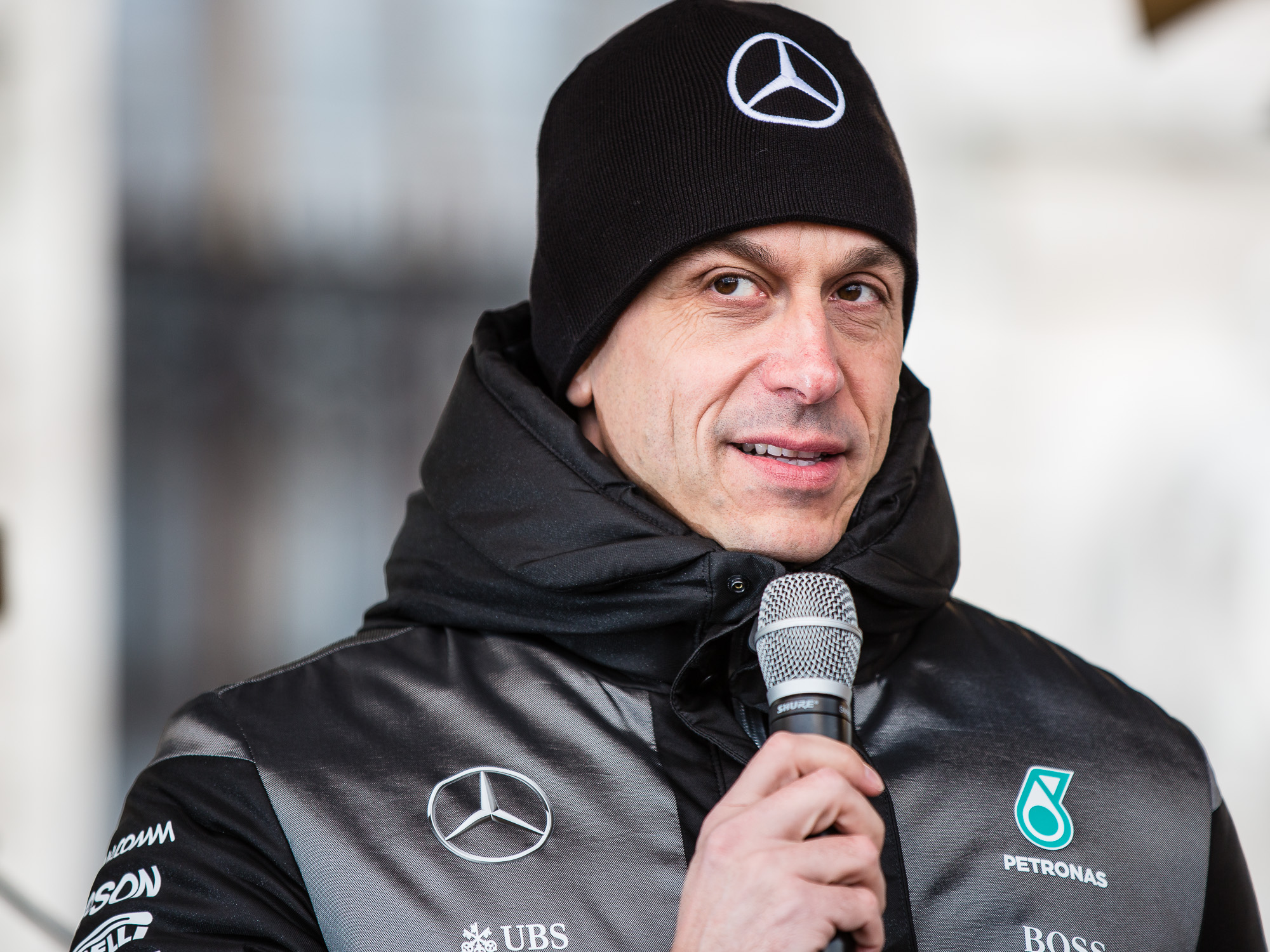
Toto Wolff (2016)

Torger Christian „Toto“ Wolff (* 12. Januar 1972 in Wien) ist ein österreichischer Automobilrennfahrer, Investor und Motorsportchef bei Mercedes.

## Karriere als Rennfahrer
Wolff war in seiner Jugend mit Philipp Peter befreundet. Bei einem Besuch am Nürburgring, wo dieser in einem Rennen antrat, fasste Wolff den Entschluss, ebenfalls Rennfahrer werden zu wollen.
Er absolvierte eine Ausbildung in der Lechner Racing School und erwarb einen Seat Ibiza, um erste Rennerfahrung sammeln zu können.
Wolff startete seine Motorsportkarriere 1992 in der österreichischen Formel Ford. In den Jahren 1993 und 1994 fuhr er in der österreichischen und deutschen Formel Ford. 1994 wurde er Klassensieger beim 24-Stunden-Rennen auf dem Nürburgring. Im selben Jahr zog sich einer seiner österreichischen Sponsoren aufgrund der Unfälle von Karl Wendlinger und Roland Ratzenberger aus dem Motorsport zurück. Wolff beendete seine Rennkarriere aufgrund dieser finanziellen Lücke und da er einen Niveauunterschied zu Fahrern wie Alexander Wurz oder Nick Heidfeld erkannte.
Nach einer mehrjährigen Pause kehrte Wolff Anfang der 2000er als Amateurfahrer in den Motorsport zurück. 2002 wurde Wolff Sechster in der NGT-Klasse der FIA-GT-Meisterschaft und erzielte einen Klassensieg. 2003 gewann er ein Rennen der GT1-Klasse in Italien. 2004 fuhr Wolff gemeinsam mit Karl Wendlinger in der FIA-GT-Meisterschaft. 2006 wurde Wolff Vize-Staatsmeister in der Österreichischen Rallye-Staatsmeisterschaft und gewann das 24-Stunden-Rennen von Dubai.
Mit einer Zeit von 7:03 Minuten stellte Toto Wolff im April 2009 mit einem Porsche 997 GT3 RSR einen neuen Rundenrekord auf der Nürburgring-Nordschleife für Fahrzeuge ohne Turboaggregat auf.

## Karriere als Geschäftsmann
Wolff studierte in den 1990ern an der Wirtschaftsuniversität Wien, brach das Studium jedoch ab und arbeitete in einer Investmentfirma in Moskau. Anschließend war er für das Stahlunternehmen Koloman Handler im Sales-Bereich tätig.
1998 gründete Wolff mit Rene Berger das Venture-Capital-Unternehmen Marchfifteen, 2004 das Beteiligungsunternehmen Marchsixteen Investments sowie 2007 die Next March GmbH. Ursprünglich investierten sie über diese Gesellschaften in Internet- und Technologieunternehmen, seit 2003 verstärkt in Industrieunternehmen mittlerer Größe sowie Unternehmen an der Börse. Wolff und Berger organisierten Finanzierungsrunden für die ersten österreichischen Internetstartups wie JoWooD, sysis interactive simulations AG oder ucpmorgen, die später teils gewinnbringend an Konzerne verkauft wurden.
Im Zuge seiner Motorsportaktivitäten lernte Wolff die Verantwortlichen des Mercedes-Juniorenprogramms kennen und über diese das von HWA betreute DTM-Programm. 2006 beteiligte sich Wolff mit Geschäftspartnern an der deutschen HWA und brachte das Unternehmen 2007 an die Börse. Wolff saß bis Anfang 2013 im Aufsichtsrat von HWA als Stellvertreter des Vorsitzenden Hans Werner Aufrecht und hält bis heute ein Investment.
Eine weitere Beteiligung ist BRR Rallye Racing, das als einer der größten Verkäufer von Rallye-Teilen in Europa 2008 mit dem damaligen Red-Bull-Fahrer Andreas Aigner PWRC-Rallye-Weltmeister wurde sowie 2011 mit Juho Hänninen als Fahrer die SWRC-Rallye-Weltmeisterschaft gewinnen konnte.
Weiterhin ist Wolff Co-Eigentümer einer Sportmanagementgesellschaft mit Mika Häkkinen und war involviert in das Management von Nachwuchs-Rennfahrern wie z. B. Bruno Spengler, Alexandre Prémat und Valtteri Bottas.
Im November 2009 erwarb Wolff mit seiner Marchsixteen-Beteiligungsgesellschaft einen Minderheitsanteil an Williams F1 und trat dem Vorstand des britischen Rennsportteams bei. Im Februar 2011 führte Toto Wolff Williams Grand Prix Holding PLC (WGF1) als erstes F1-Team an die Börse. Den Großteil seiner Williams-Anteile verkaufte er 2014 an Brad Hollinger.
Am 21. Januar 2013 wurde Wolff Nachfolger von Norbert Haug als Motorsportchef bei Mercedes. Seit 2013 sind Wolff und sein Geschäftspartner Rene Berger mit 30 Prozent an Mercedes GP beteiligt und im Management Board, Wolff als Executive Managing Director, Berger als Non-Executive Director.
Im Jahr 2019 investierte Wolff in das österreichische Startup Instahelp, das psychologische Beratung online anbietet.
Im Jahr 2020 gab es Aufregung um ein Investment von Toto Wolff beim Autobauer Aston Martin. Da seit Beginn der Saison 2021 ein gleichnamiges Team in der Formel 1 antritt, spekulierten Medien, dass Wolff Mercedes verlassen und zum neuen Aston-Martin-Team wechseln würde. Später wurde verlautbart, dass Wolffs Anteile an Aston Martin nur 0,95 % des Unternehmens betragen und seine Tätigkeit bei Mercedes dadurch nicht beeinflusst wird.
Mit 2021 erhöhte er seine Anteile am Mercedes AMG F1 Team auf 33,33 Prozent. Damit wurde er gleichberechtigter Teilhaber gemeinsam mit der Daimler AG und INEOS. Seit Ende der Saison 2020 steht auch seine Verlängerung als Geschäftsführer und Teamchef für die nächsten drei Jahre fest. Nach deren Ablauf hat er die Möglichkeit, eine Führungsrolle in der Organisation zu übernehmen. Im Januar 2024 wurde sein Vertrag als Teamchef bei Mercedes um drei weitere Jahre verlängert.
Das Schweizer Magazin Bilanz schätzt das Vermögen von Wolff auf 1,25 Milliarden CHF.

## Philanthropisches Engagement
Wolff ist stellvertretender Vorsitzender der Mary Bendet Foundation, die in Erinnerung an eine früh verstorbene Schulfreundin gegründet wurde. Die Foundation unterstützt benachteiligte Kinder, insbesondere durch die Finanzierung von Schlaf- und Spielplätzen in Tagesbetreuungszentren sowie durch das Sponsoring von Ausbildungsprogrammen und spezifischen Einrichtungen für blinde oder behinderte Kinder, um sie auf das tägliche Leben vorzubereiten.

## Privates
Die Mutter von Wolff ist eine polnischstämmige Ärztin, sein Vater ein rumänischstämmiger Unternehmer, der starb, als Wolff 15 Jahre alt war. Einen Teil seiner Schullaufbahn absolvierte Wolff am Lycée Français de Vienne. Wolff lebt mit seiner Frau, der schottischen Ex-Rennfahrerin Susie Wolff (* 1982), in Ermatingen am Bodensee in der Schweiz. Mit ihr hat er ein Kind, dazu kommen zwei weitere Kinder aus seiner vorherigen Ehe. Wolff spricht neben Deutsch auch Englisch, Italienisch, Polnisch und Französisch.
Im Mai 2021 ernannte die Cranfield University in England Toto Wolff zum Doktor ehrenhalber für seine Leistungen im Bereich Motorsport. Er trägt den Titel „Doctor of Science honoris causa“. Im November 2021 wurde er Associate Fellow der Oxford Saïd Business School, um im universitären Rahmen das Thema Transfer einer Hochleistungskultur wie jener des Formel-1-Teams zu erforschen.